# GKS Katowice (féminines)
Pour la section masculine, voir GKS Katowice.
Maillots
Actualités
La section féminine du GKS Katowice est un club féminin de football basé à Katowice.

## Histoire
L'équipe féminine du GKS Katowice est créé à l'été 2015, en reprenant les joueuses du 1. FC AZS AWF Katowice, qui jouait en première division mais qui a du cesser son activité. Le club redémarre en quatrième division, mais est champion chaque saison et obtient ainsi trois promotions successives. Le GKS Katowice est donc promu en Ekstraliga en 2018, trois ans seulement après que Katowice ait quitté l'élite.
En 2022-2023, le GKS Katowice, qui n'était jamais monté sur le podium, remporte son premier titre de champion de Pologne, en devançant au classement le Górnik Łęczna et le SMS Łódź. Le GKS se qualifie par la même occasion pour les qualifications de la Ligue des champions 2023-2024.

## Palmarès
- Championnat de Pologne (2) :
  - Championnes en 2022-2023 et 2024-2025

- Coupe de Pologne (1) :
  - Vainqueur en 2023-2024